# Adamowo (Konin)
Pour les articles homonymes, voir Adamowo.
Adamowo (prononciation : [adaˈmɔvɔ]) est un village polonais de la gmina de Kleczew dans le powiat de Konin de la voïvodie de Grande-Pologne dans le centre-ouest de la Pologne.
Il se situe à environ 13 kilomètres au nord-ouest de Kleczew (siège de la gmina), à 30 kilomètres au nord-ouest de Konin (siège du powiat) et à 77 kilomètres à l'est de Poznań (capitale régionale).
Le village possède une population de 100 habitants.

## Histoire
De 1975 à 1998, le village faisait partie du territoire de la voïvodie de Konin.

Depuis 1999, Adamowo est situé dans la voïvodie de Grande-Pologne.